# Кулпиу (Муреш)
Кулпиу (рум. Culpiu) насеље је у Румунији у округу Муреш у општини Чеуашу Де Кампије. Oпштина се налази на надморској висини од 331 m.

## Становништво
Према подацима из 2002. године у насељу је живело 402 становника.

### Попис2002.
| Расподела становништва по националности 2002.‍ | Расподела становништва по националности 2002.‍ | Расподела становништва по националности 2002.‍ | Расподела становништва по националности 2002.‍ | Расподела становништва по националности 2002.‍ |
| --------------------------------------------- | --------------------------------------------- | --------------------------------------------- | --------------------------------------------- | --------------------------------------------- |
|                                               |                                               |                                               |                                               |                                               |
| Румуни                                        | Румуни                                        |                                               | 127                                           | 31,6%                                         |
| Мађари                                        | Мађари                                        |                                               | 275                                           | 68,4%                                         |